# 2013 GS136
2013 GS136, também escrito como 2013 GS136, é um objeto transnetuniano que está localizado no disco disperso, uma região do Sistema Solar. Este corpo celeste está em uma ressonância orbital de 2:5 com o planeta Netuno. Ele possui uma magnitude absoluta de 8,5 e tem um diâmetro estimado de 88 km.

## Descoberta
2013 GS136 foi descoberto no dia 4 de abril de 2013 pelo Outer Solar System Origins Survey.

## Órbita
A órbita de 2013 GS136 tem uma excentricidade de 0,390 e possui um semieixo maior de 56,126 UA. O seu periélio leva o mesmo a uma distância de 34,223 UA em relação ao Sol e seu afélio a 78,029 UA.